# Die Laterne des Herrn in Budapest
Mit Die Laterne des Herrn in Budapest überraschte 1998 der damals 77-jährige ungarische Filmregisseur Miklós Jancsó nach langjähriger Pause. Der Originaltitel Nekem lámpást adott kezembe az úr Pesten bedeutet wörtlich „Gott gab mir in Budapest eine Laterne in die Hand“.

## Handlung
Anstelle einer von Anfang bis Ende reichenden Spielhandlung bietet Jancsó eine Reihe von Episoden, die ihrerseits keinen Handlungsbogen aufweisen. Er erzählt von den Gewinnern und den Verlierern der Wende. In allen Teilen treten die Gestalten Kapa und Pepe auf, die viel und laut reden, singen, tanzen. Anfänglich und zuletzt sind sie Totengräber an einem lauschigen Budapester Friedhof, zwischendurch auch schwerreiche Privatisierungsgewinner oder Verbrecher. Jancsó und sein unzertrennlicher Drehbuchautor Gyula Hernádi stellen sich selbst dar, zwei alte Männer, die auf einer Parkbank sitzen. Sowohl die Totengräber wie auch die Filmemacher werden wiederholt umgebracht und tauchen in der nächsten Geschichte gleich wieder auf.

## Hintergrund und Kritik
Der Streifen war in Budapester Kinos ab Januar 1999 mit zwei Kopien ununterbrochen bis in den Sommer im Programm. Auf der Berlinale desselben Jahres blieb er unbeachtet. Die deutsche Kunstakademie führte den Film 1999 anlässlich der Städtebegegnung Budapest-Berlin auf. Dabei kam das „verwirrend-ambitionierte Clownsspiel“ beim Forumspublikum nicht gut an. Besser aufgenommen wurde er von der deutschen Presse. Für epd Film zeigte sich Jancsó „erstmals als Meister derber Komik und feiner Ironie“. Eine surreale Welt entspinne Jancsó, „furios absurd“, und ziele auf die Verwirrung des Zuschauers, meinte Jan Kixmüler im Tagesspiegel. Der Ungar habe seinen eigenen Tod in Szene gesetzt, das Werk sei ein Nachruf auf ihn selbst, ein „kryptischer Traum, über dessen Bedeutung man besser nicht nachdenkt.“ Auch Claus Löser meinte im film-dienst, Jancsó wolle sich mit seinem künftigen Aufenthaltsort, dem Friedhof, vertraut machen in einem eigenen filmischen Nachruf. Der Film sei „wehmütig, zornig, weise und ironisch“ und erlaube keinen Kompromiss: „Entweder, man lässt sich auf ihn ein und gibt sich seiner Rätselhaftigkeit hin, oder man bleibt außen vor.“ In der Welt meinte Olaf Möller, der Film sei „eine Nummern-Revue im besten Sinne“ und habe „etwas von einem befreienden Rundumschlag“ für den Filmemacher. Der mit wenig Geld gedrehte Film führe vor, „dass großes Kino eine Frage der Haltung und nicht der Mittel ist.“